# Herold Jansson
Carl August Herold Jansson (ur. 13 listopada 1899 w Kopenhadze, zm. 23 kwietnia 1965 we Frederiksbergu) – duński gimnastyk i skoczek do wody, medalista olimpijski.
W 1920 r. reprezentował barwy Danii na letnich igrzyskach olimpijskich w Antwerpii, zdobywając złoty medal w ćwiczeniach wolnych drużynowo. Startował również w skokach do wody, zajmując 6. miejsce skokach prostych z wieży. Podczas kolejnej olimpiady w Paryżu (1924) startował w eliminacjach konkursu skoków prostych z wieży, ale nie zakwalifikował się do finału.